# Cryptococcus podzolicus
Cryptococcus podzolicus är en svampart som först beskrevs av Babeva & Reshetova, och fick sitt nu gällande namn av Golubev 1981. Cryptococcus podzolicus ingår i släktet Cryptococcus och familjen Tremellaceae.   Inga underarter finns listade i Catalogue of Life.